# Цеценівська сільська рада
Цецені́вська сільська́ ра́да — адміністративно-територіальна одиниця та орган місцевого самоврядування в Шумському районі Тернопільської області. Адміністративний центр — село Цеценівка.

## Загальні відомості
- Територія ради: 21,189 км²
- Населення ради: 1 094 особи (станом на 2001 рік)
- Територією ради протікає річка Вілія

## Населені пункти
Сільській раді підпорядковані населені пункти:
- с. Цеценівка

## Склад ради
Рада складається з 16 депутатів та голови.
- Голова ради: Крикончук Віктор Євгенович
- Секретар ради: Гутенюк Марія Павлівна

### Керівний склад попередніх скликань
| Прізвище, ім'я, по батькові | Основні відомості                                                 | Дата обрання | Дата звільнення |
| --------------------------- | ----------------------------------------------------------------- | ------------ | --------------- |
| Крикончук Віктор Євгенович  | Сільський голова, 1972 року народження, освіта вища               | 26.03.2006   | 31.10.2010      |
| Крикончук Віктор Євгенович  | Сільський голова, 1972 року народження, освіта вища, безпартійний | 31.10.2010   |                 |

Примітка: таблиця складена за даними сайту Верховної Ради України

### Депутати
За результатами місцевих виборів 2010 року депутатами ради стали:

#### За суб'єктами висування
| Суб'єкт висування                                       | Кількість обраних депутатів | %    |
| ------------------------------------------------------- | --------------------------- | ---- |
| Політична партія Всеукраїнське об'єднання «Батьківщина» | 10                          | 62,5 |
| Політична партія Всеукраїнське об'єднання «Свобода»     | 4                           | 25   |
| Самовисування                                           | 2                           | 12,5 |

#### За округами
| № округу                                                | Прізвище, ім'я, по батькові    | Дата визнання обраним | Освіта             | Партійна приналежність                        | Відомості про обраного депутата                          |
| ------------------------------------------------------- | ------------------------------ | --------------------- | ------------------ | --------------------------------------------- | -------------------------------------------------------- |
| Політична партія Всеукраїнське об'єднання «Батьківщина» |                                |                       |                    |                                               |                                                          |
| 1                                                       | Балагуда Світлана Іванівна     | 04.11.2010            | вища               | член Всеукраїнського об'єднання «Батьківщина» | Цеценівськабібліо-тека, завідувачка                      |
| 2                                                       | Пастерук Петро Петрович        | 04.11.2010            | середня            | позапартійний                                 | приватний підприємець                                    |
| 3                                                       | Чугалінський Василь Сергійович | 04.11.2010            | середня            | позапартійний                                 | тимчасово не працює                                      |
| 5                                                       | Присяжнюк Василь Дмитрович     | 04.11.2010            | середня            | член Всеукраїнського об'єднання «Батьківщина» | тимчасово не працює                                      |
| 6                                                       | Дудар Іванна Григорівна        | 04.11.2010            | вища               | позапартійна                                  | Цеценівський НВК, вчитель                                |
| 7                                                       | Поліщук Жанна Олександрівна    | 04.11.2010            | вища               | член Всеукраїнського об'єднання «Батьківщина» | Цеценівський фельдшерсько-акушерський пункт, акушерка    |
| 8                                                       | Гутенюк Марія Павлівна         | 04.11.2010            | вища               | член Всеукраїнського об'єднання «Батьківщина» | Цеценівська сільська рада, секретар                      |
| 9                                                       | Каліжук Сергій Миколайович     | 04.11.2010            | середня            | член Всеукраїнського об'єднання «Батьківщина» | Цеценівський НВК, сторож                                 |
| 14                                                      | Климишина Наталія Андронівна   | 04.11.2010            | середня            | позапартійна                                  | Цеценівський, повар                                      |
| 15                                                      | Пелешок Віра Антонівна         | 04.11.2010            | середня            | позапартійна                                  | приватний підприємець                                    |
| Політична партія Всеукраїнське об'єднання «Свобода»     |                                |                       |                    |                                               |                                                          |
| 10                                                      | Кухтицький Микола Кірович      | 04.11.2010            | середня            | член Всеукраїнського об'єднання «Свобода»     | тимчасово не працює                                      |
| 12                                                      | Товканюк Оксана Володимирівна  | 04.11.2010            | вища               | член Всеукраїнського об'єднання «Свобода»     | Дедеркальська района комуналь-на лікарня, фельдшер       |
| 13                                                      | Степанець Тетяна Миколаївна    | 04.11.2010            | вища               | позапартійна                                  | Цеценівський магазин, продавець                          |
| 16                                                      | Зубкевич Віта Анатоліївна      | 04.11.2010            | середня            | член Всеукраїнського об'єднання «Свобода»     | тимчасово не працює                                      |
| Самовисування                                           |                                |                       |                    |                                               |                                                          |
| 4                                                       | Михальчук Сергій Іванович      | 24.01.2011            | незакінчена вища   | позапартійний                                 | Харківський індустріально-педагогічний технікум, студент |
| 11                                                      | Кухтицький Віктор Миколайович  | 24.01.2011            | середня спеціальна | позапартійний                                 | Кременецьке ПТУ № 6, студент                             |